# Buněčné dělení

Tři základní typy buněčného dělení, mitóza a meióza jsou však výhradně u eukaryot

Buněčné dělení je proces, při kterém z jedné mateřské buňky vzniká několik buněk dceřiných. Jednobuněčné organizmy se díky buněčnému dělení rozmnožují, mnohobuněčné organizmy jím zvyšují množství buněk ve svém těle. U prokaryotických organizmů (bakterie a archea) však probíhá odlišně od ostatních organizmů (tzv. eukaryot).

## Příčné a podélné dělení
Často se rozlišuje několik typů dělení podle osy, v níž probíhá:
- nepravidelné binární dělení — u améb, osa dělení není vždy stejná, je však vždy kolmá na dělící se jádro,
- podélné dělení — u bičíkovců (Euglena), cytoplazma se dělí podélně, odpředu dozadu,
- příčné dělení — u nálevníků (Paramecium), cytoplazma se dělí příčně mezi dvěma jádry

Vzacně se vyskytuje i vícenásobné dělení.

## Buněčné dělení prokaryot
Buňky prokaryot, tedy bakterií a archeí, se obvykle dělí binárním dělením. Při binárním dělení (které však není úplně symetrické ) se buňka nejprve prodlouží na dvojnásobnou délku a replikuje svou DNA, načež se uprostřed začne vytvářet septum (přehrádka složená z dvou membrán a základu buněčné stěny). Septum vždy vzniká růstem dvou přepážek od protilehlých stran buňky do jejího centra, kde se obě části spojí. Při tomto procesu se uplatňují různé enzymy (např. transpeptidázy). Běžně z každé mateřské buňky vznikne jedna sesterská buňka, při nedokončeném dělení septa však může dojít ke vzniku shluků bakterií (viz článek koky). U streptokoků jsou místa růstu vzájemně orientovaná pod úhlem 180°, čímž vznikají řetězce. U stafylokoků je tento úhel 90°, což má za následek vznik shluků. Vyjma příčného dělení je známo ještě mnoho jiných alternativních způsobů dělení prokaryot, ty se však vyskytují minoritně (viz samostatné články bakterie a archea).

## Buněčné dělení eukaryot
Buněčné dělení eukaryot probíhá odlišně než u prokaryot. Rozlišuje se mitóza, která se uplatňuje při běžném dělení somatických (tělních) buněk, a meióza, díky níž vznikají pohlavní buňky.